# 竹野車站

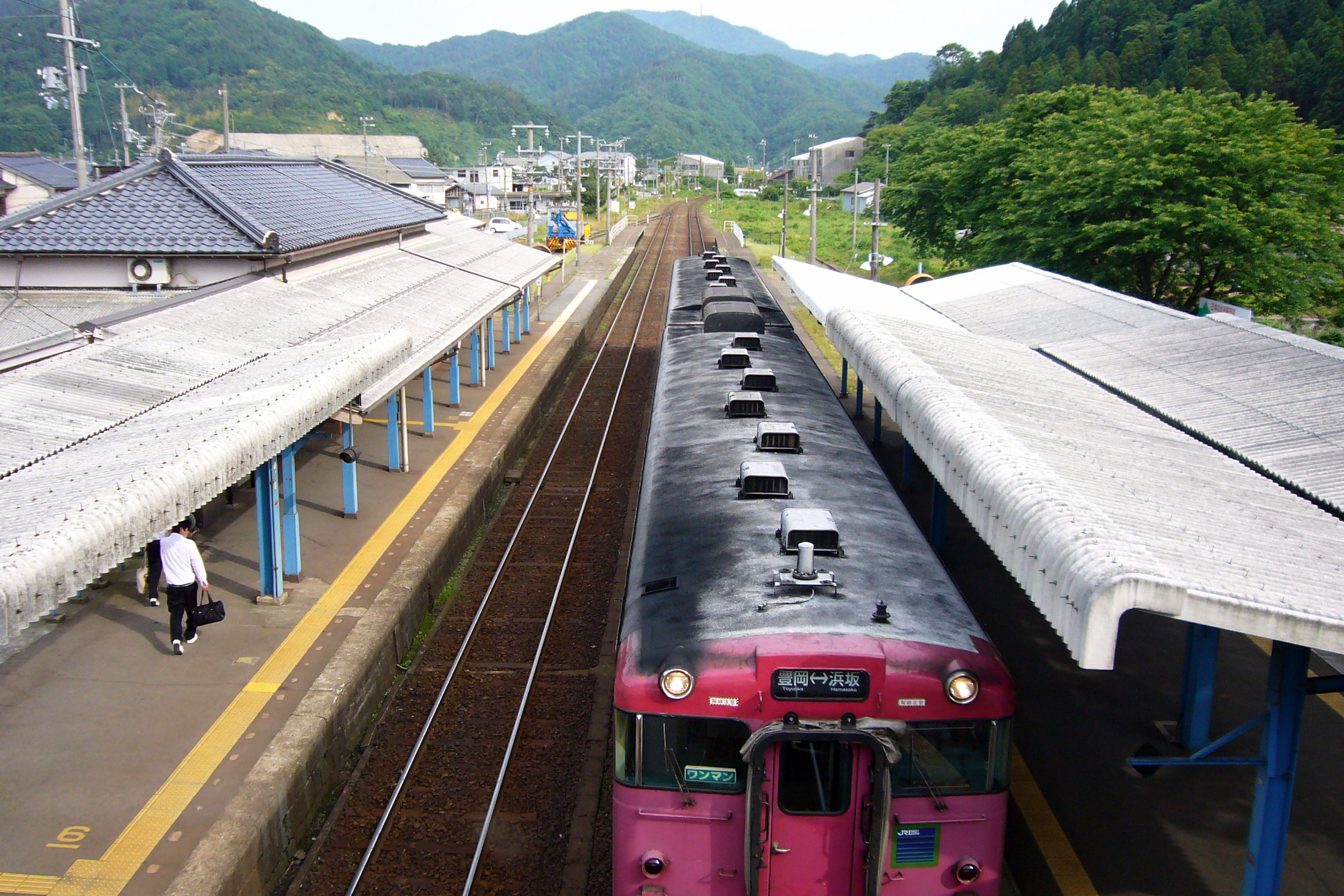
竹野車站

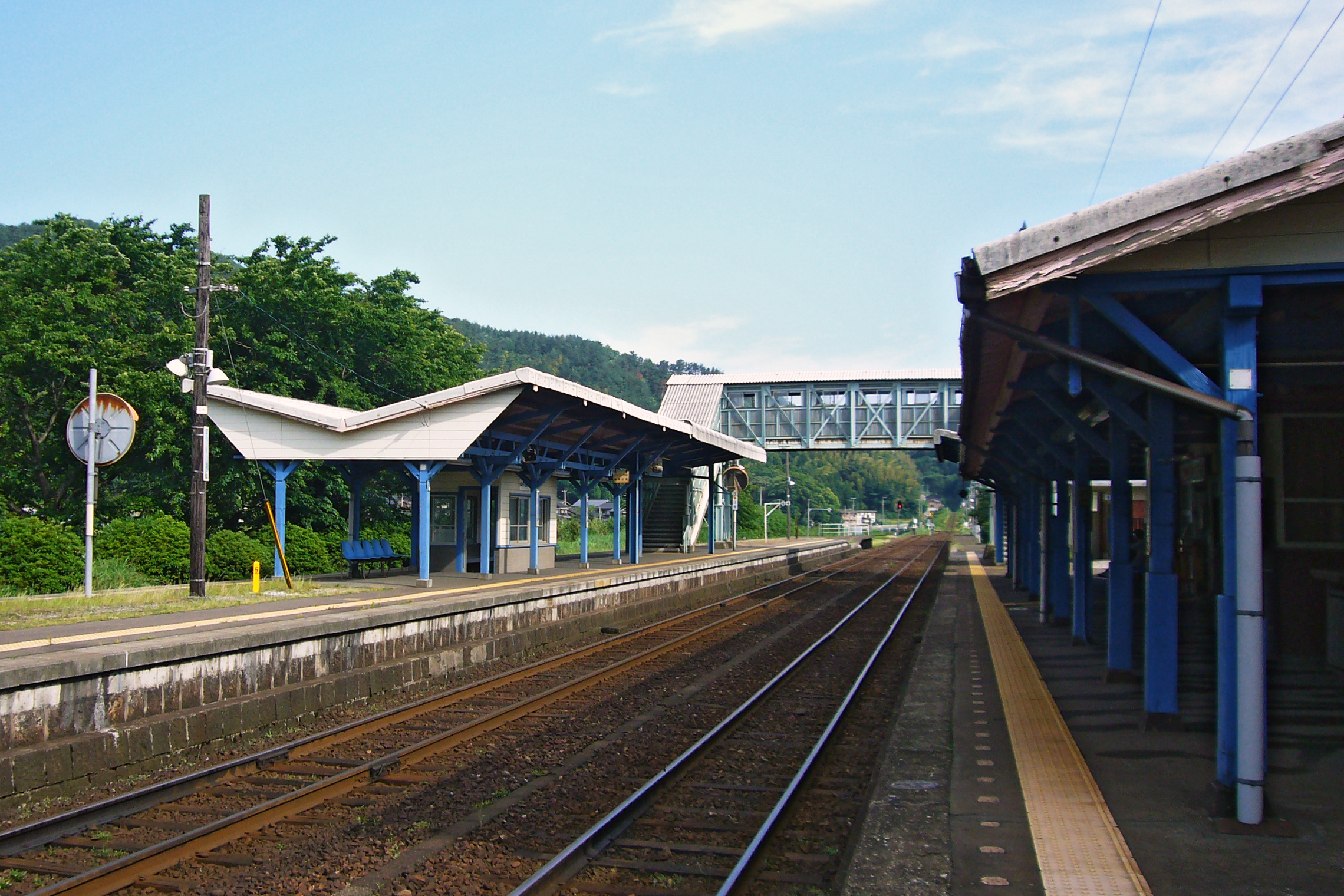
竹野車站

竹野車站（日语：／ Takeno eki */?）是一由西日本旅客鐵道（JR西日本）所經營的鐵路車站，位於日本兵庫縣豐岡市竹野町，是JR西日本山陰本線沿線的車站之一。雖然與隔鄰的城崎溫泉相比竹野車站的規模小了許多，但為了推廣觀光，仍有特急列車濱風在竹野停靠。

## 簡介
竹野車站鄰近位於日本海沿岸的竹野海岸，沿線包括竹野濱在內的海灘是當地頗受歡迎的海水浴場休憩勝地，民宿等旅遊相關的設施林立，在夏季時經常有許多遊客湧入。
自竹野車站起下行（往佐津）方向4.0公里處設有相谷號誌站（相谷信号場）。在1985年至1996年之間，竹野車站與相谷號誌站中途曾經設有一夏季才啟用的臨時車站切濱海灘（きりはまビーチ駅，在1985年初次啟用時原名「切濱海水浴場車站」），但該站已因使用率偏低而於1996年時廢站。

## 車站結構
側式、島式的複合型2面3線的地面車站，3號月台的轉轍器部分棒線化，2面2線。站舍位於1號月台側，對側的2號月台以跨線天橋連絡。閘內設內男女各自的沖水式馬桶。

### 月台配置
| 月台 | 路線     | 方向 | 目的地             |
| ---- | -------- | ---- | ------------------ |
| 1    | 山陰本線 | 上行 | 城崎溫泉、豐岡方向 |
| 2    | 山陰本線 | 下行 | 濱坂、鳥取方向     |

## 相鄰車站
西日本旅客鐵道
 山陰本線
- 特急「濱風」停車站

■快速、■普通
城崎溫泉－竹野－佐津